# James Gleeson
James Timothy Gleeson (22 de novembro de 1915 - 20 de outubro de 2008) foi um artista surrealista australiano. Ele também era um poeta, crítico, escritor e curador. Ele desempenhou um papel importante no cenário artístico australiano, inclusive servindo no conselho de administração da Galeria Nacional da Austrália.